# Aequipecten radians assimilatus
Espèce
Synonymes
- Pecten assimilatus Millet, 1866[1].
- Chlamys assimilata (Millet, 1866)

Aequipecten radians assimilatus, aussi connue sous le nom de Chlamys assimilata, est une espèce éteinte de mollusques bivalves ayant vécu au Miocène.
Il est connu dans les faluns de Touraine ou de Bretagne.
Il est proche de Chlamys radians.